# Iñigo López de Mendoza

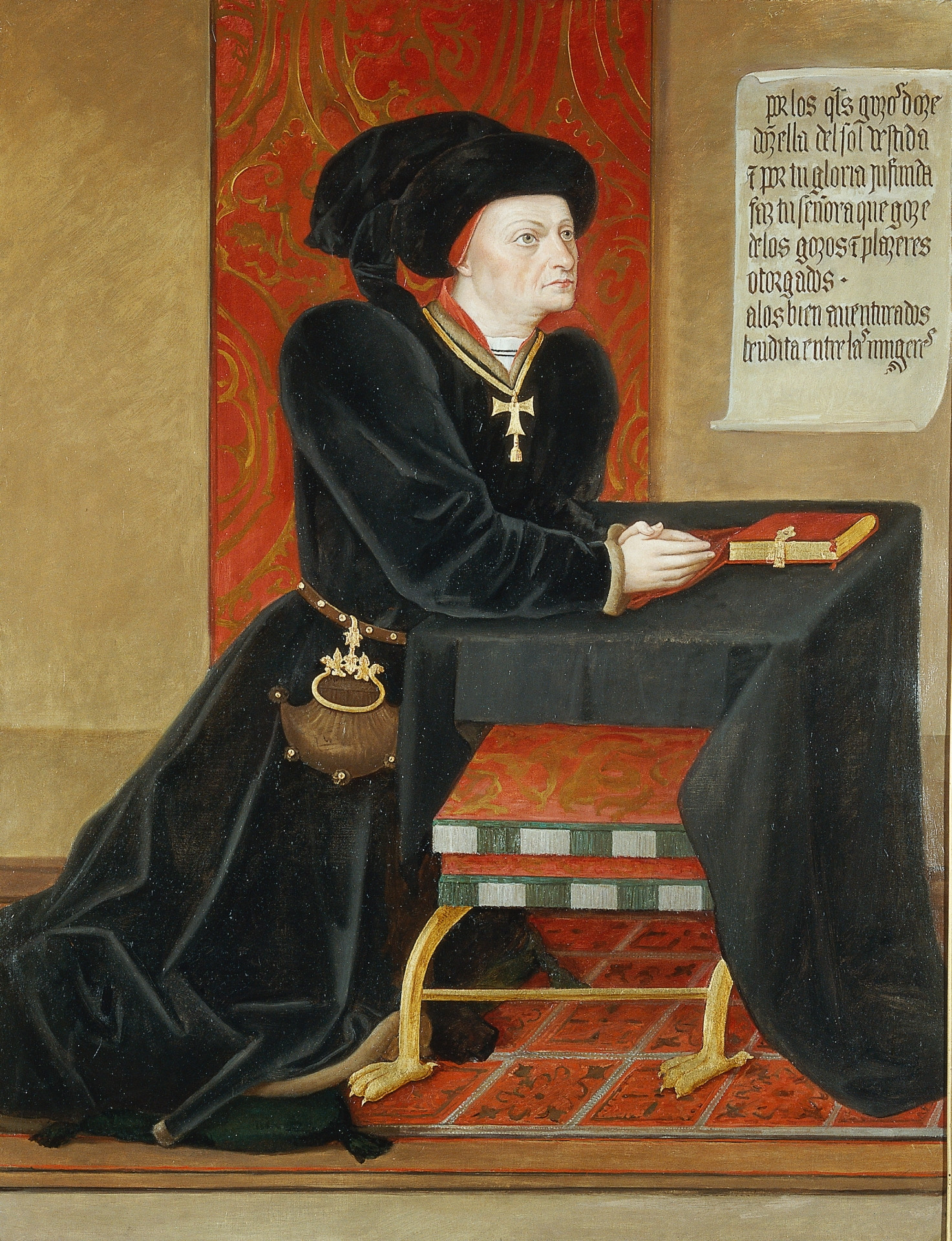
Íñigo López de Mendoza

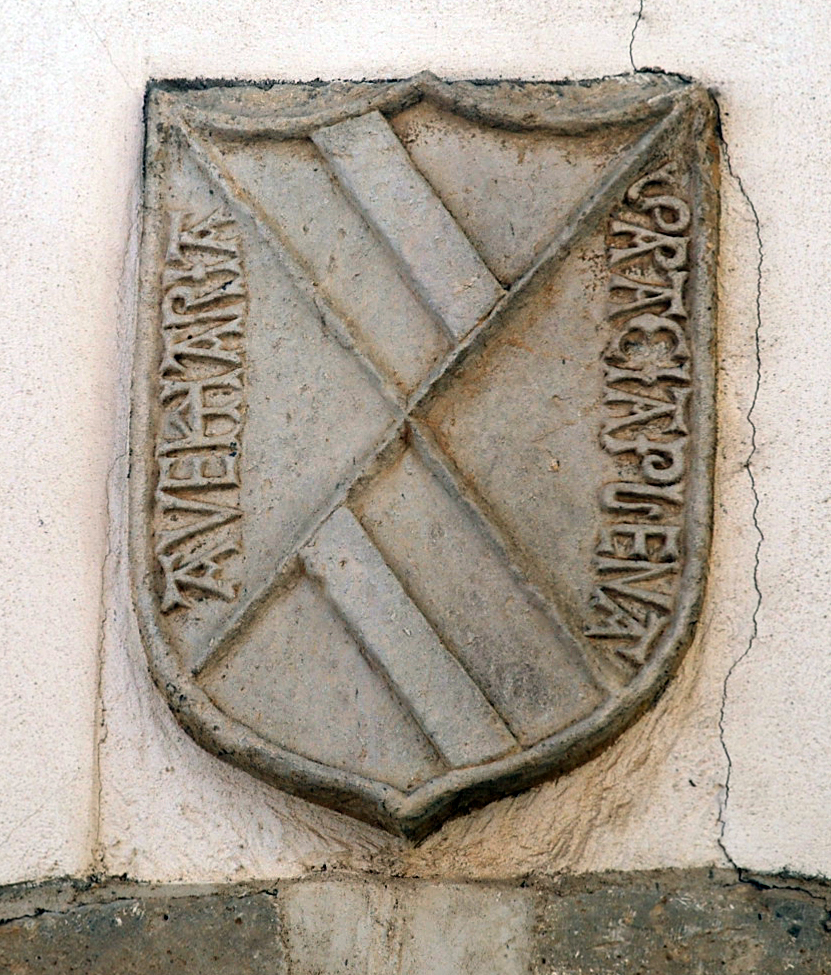
Wappen am Geburtshaus in Carrión de los Condes

Íñigo López de Mendoza y de la Vega (bekannt als Marqués de Santillana; * 19. August 1398 in Carrión de los Condes, Königreich Kastilien; † 25. März 1458 in Guadalajara, Königreich Kastilien), 1. Markgraf von Santillana und 1. Graf von El Real de Manzanares, war ein kastilischer Grande, Militär, Humanist und Dichter.

## Leben
Íñigo López de Mendoza stammte aus der bedeutenden kastilischen Adelsfamilie Mendoza; sein Vater Diego Hurtado de Mendoza war der 23. Admiral von Kastilien. Er selbst diente am Hof des Königs Johann II. von Kastilien und zeichnete sich im Militärdienst aus, er leitete die Eroberung von Huelma (1438) und nahm an der Ersten Schlacht bei Olmedo (1445) teil. Beim Sturz von Álvaro de Luna († 1453) spielte Mendoza eine wichtige Rolle. Im Jahr 1455 wurde er zum Markgrafen (marqués) erhoben. In seinen letzten Jahren widmete er sich dem Schreiben. Er verfasste eine Sammlung lehrhafter Sprichwörter (Proverbios de gloriosa doctrina), und einen Dialog ähnlichen Stils (Diálogo de Bías contra Fortuna). Seine Comedieta de Ponza, von Dante Alighieri beeinflusst, beschrieb die Schlacht, bei der König Alfons V. von Aragonien in genuesische Gefangenschaft geriet (1435).

## Literarische Bedeutung
Der Marqués de Santillana gilt als ein früher Vertreter eigenständiger Poesie in spanischer Sprache. Unter dem Einfluss der italienischen Renaissance (Dante, Petrarca) entstanden seine Sonette. Er veranlasste überdies die Übersetzung klassischer griechischer und lateinischer Autoren.

## Grundherr
Der Name des Marqués de Santillana ist eng mit dem weiträumigen Gebiet um die Stadt Guadalajara verbunden, denn hier war er Grundherr (señor) zahlreicher Orte wie Atanzón, Hita, Mondéjar, Navacerrada, Pioz, Pozo, Tendilla, Trijueque u. a.

## Nachkommen
Mendoza ist der Vater des ersten Herzogs von El Infantado und der Stammvater aller folgenden Herzöge. Ein weiterer Sohn ist der Kardinal und Kanzler Pedro González de Mendoza (1428–1495).

## Werke im Volltext
- Bías contra Fortuna -- Facsimil edition. Real Academia Española.
- Biblioteca Virtual Miguel de Cervantes